# عبيد الله بن أبي جعفر
عبيد الله بن أبي جعفر، أبو بكر المصري، الكناني، مولاهم، الليثي، (60 هـ - 134 هـ) تابعي ومحدث وفقيه مصر، ولد سنة ستين، ثقة، فقيه زمانه، وكان عالما، زاهدا، عابدا. مات سنة أربع وثلاثين.

## روايته للحديث النبوي
- حدث عن: أبي سلمة بن عبد الرحمن، والشعبي، وعطاء، وعبد الرحمن بن هرمز الأعرج، وحمزة بن عبد الله بن عمر، ونافع مولى ابن عمر، وأبي الأسود يتيم عروة، وأبي عبد الرحمن الحبلي، وعبد الله بن أبي قتادة، ومحمد بن جعفر بن الزبير، وسالم بن أبي سالم الجيشاني، وبكير بن الأشج، وطائفة .
- وعنه: عمرو بن مالك الشرعبي، وعمارة بن غزية، وسعيد بن أبي أيوب، وحيوة بن شريح، وعبد الرحمن بن شريح، وابن إسحاق، ويحيى بن أيوب، والليث بن سعد، وابن لهيعة، وعمرو بن الحارث، وخالد بن حميد المهري وآخرون .

## ثناء العلماء عليه
- قال أبو حاتم: ثقة.
- قال النسائي: ثقة.
- قال ابن سعد: ثقة، فقيه زمانه.
- قال أبو نصر الكلاباذي: كان فقيها في زمانه.
- قال ابن يونس: كان عالما، زاهدا، عابدا.
- قال سعيد بن زكريا الأدم: كان سليمان بن أبي داود يقول: ما رأت عيناي عالما، زاهدا، إلا عبيد الله بن أبي جعفر.